# Gorillini
Gorillini è una tribù di ominidi alla quale appartengono i due generi Gorilla e Chororapithecus, estinto. Assieme alla tribù Hominini, forma la sottofamiglia Homininae.

## Tassonomia
- Tribù Gorillini
  - Genere Gorilla
    - Gorilla gorilla - gorilla occidentale
      - Gorilla gorilla gorilla - gorilla di pianura occidentale
      - Gorilla gorilla diehli - gorilla del Cross River

    - Gorilla beringei - gorilla orientale
      - Gorilla beringei beringei - gorilla di montagna
      - Gorilla beringei graueri - gorilla di pianura orientale

  - Genere Chororapithecus
    - Chororapithecus abyssinicus †